# 1991 FG
1991 FG är en asteroid i huvudbältet som upptäcktes den 18 mars 1991 av den australiensiske astronomen Robert H. McNaught vid Siding Spring-observatoriet.
Asteroiden har en diameter på ungefär 4 kilometer.